# Ruffignano
Ruffignano è una piccola zona collinare di Firenze, situata al nord del capoluogo toscano.
La collina di Ruffignano si trova tra quelle di Castellina (Sesto Fiorentino) e di Serpiolle. Come altre colline della zona, il toponimo viene fatto risalire ai tempi dell'insediamento romano, quando un certo Ruffino doveva avere qui i suoi possedimenti. 
Attraversata dalla via di Ruffignano, vi sorgono la chiesa di San Silvestro e due piccoli tabernacoli, l'uno di fronte all'altro.